# Jan Stöhr
Jan Stöhr (23. května 1822 Vamberk – 3. května 1899 Praha) byl rakouský a český politik, v 2. polovině 19. století poslanec Českého zemského sněmu a starosta Vamberku.

## Biografie
Profesí byl velkoobchodníkem. Pocházel z rodiny vamberského krupaře. V letech 1864–1873 a opět 1877–1883 zastával funkci starosty Vamberka. Za jeho působení v čele radnice byl ve městě postaven kamenný most a založen sbor dobrovolných hasičů. Inicioval výstavbu nové radnice. Během prusko-rakouské války roku 1866 zabránil drancování města. V roce 1867 prosadil vznik Měšťanské besedy ve Vamberku, přičemž po téměř dvacet let zastával post jejího předsedy. Angažoval se i v místním ochotnickém divadle.
V 70. letech 19. století se zapojil i do zemské politiky. V zemských volbách v roce 1878 byl zvolen na Český zemský sněm za kurii venkovských obcí (obvod Rychnov – Kostelec). Patřil k staročeské straně (Národní strana). Na poslanecké křeslo rezignoval roku 1880.
Od roku 1885 žil v Praze, kde také v květnu 1899 zemřel. Pohřben byl na starém vambereckém hřbitově. Podle jiného zdroje byl pohřeb konán na Olšanských hřbitovech v Praze.